# Kuşadası

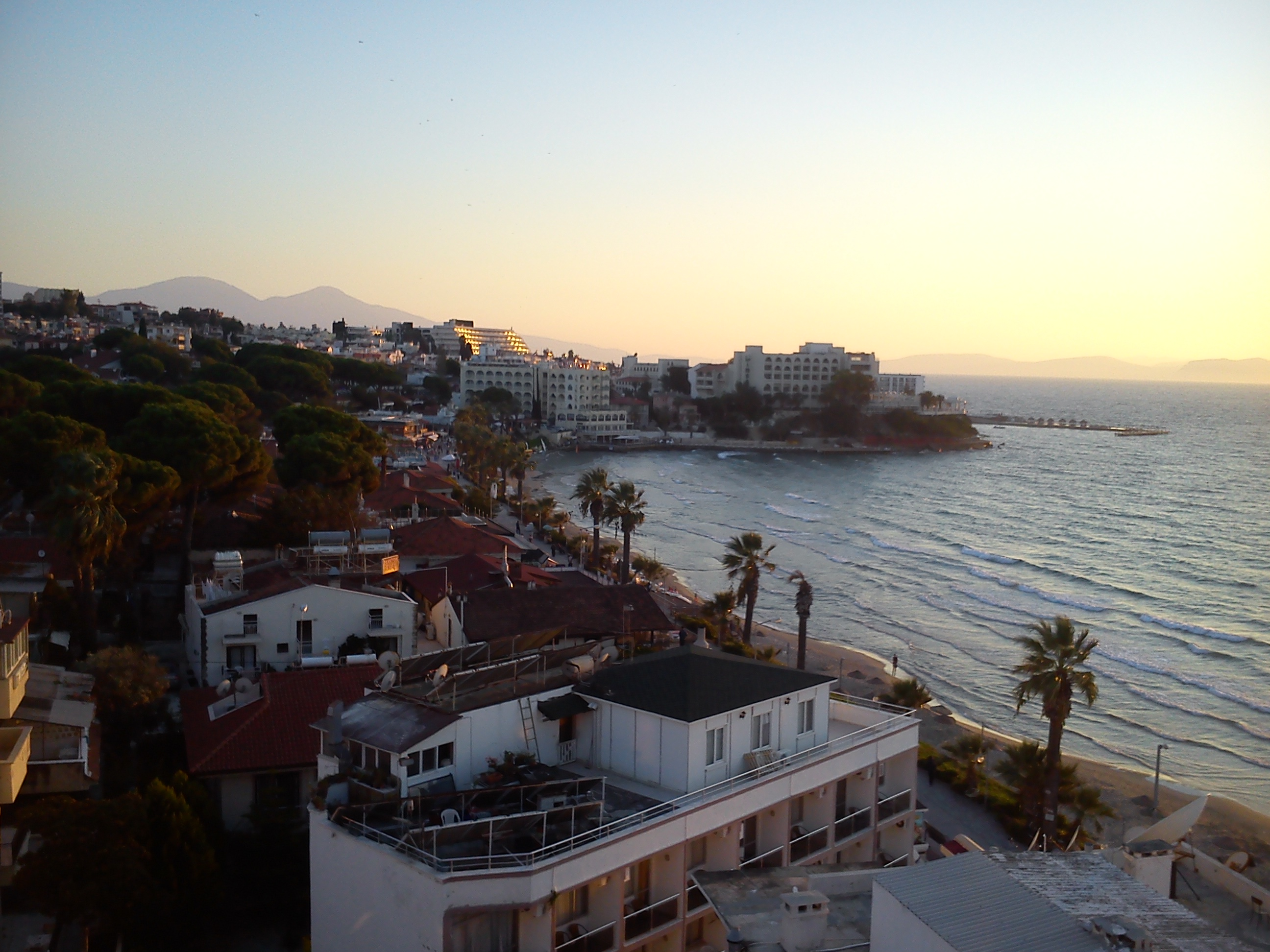
Der Ladies Beach in Kuşadası

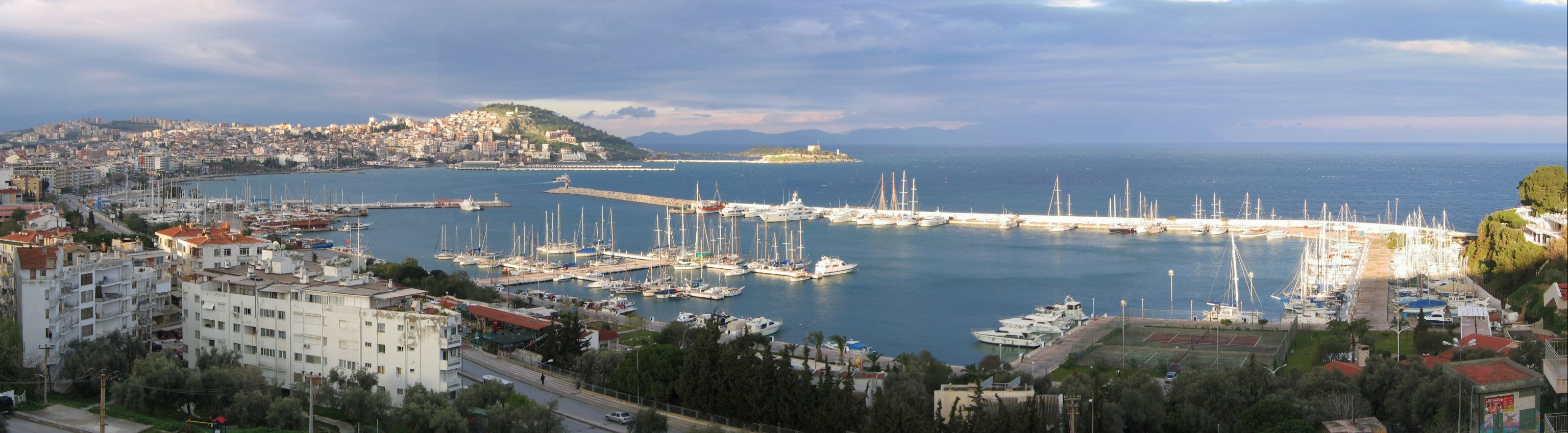
Kuşadası, Hafen

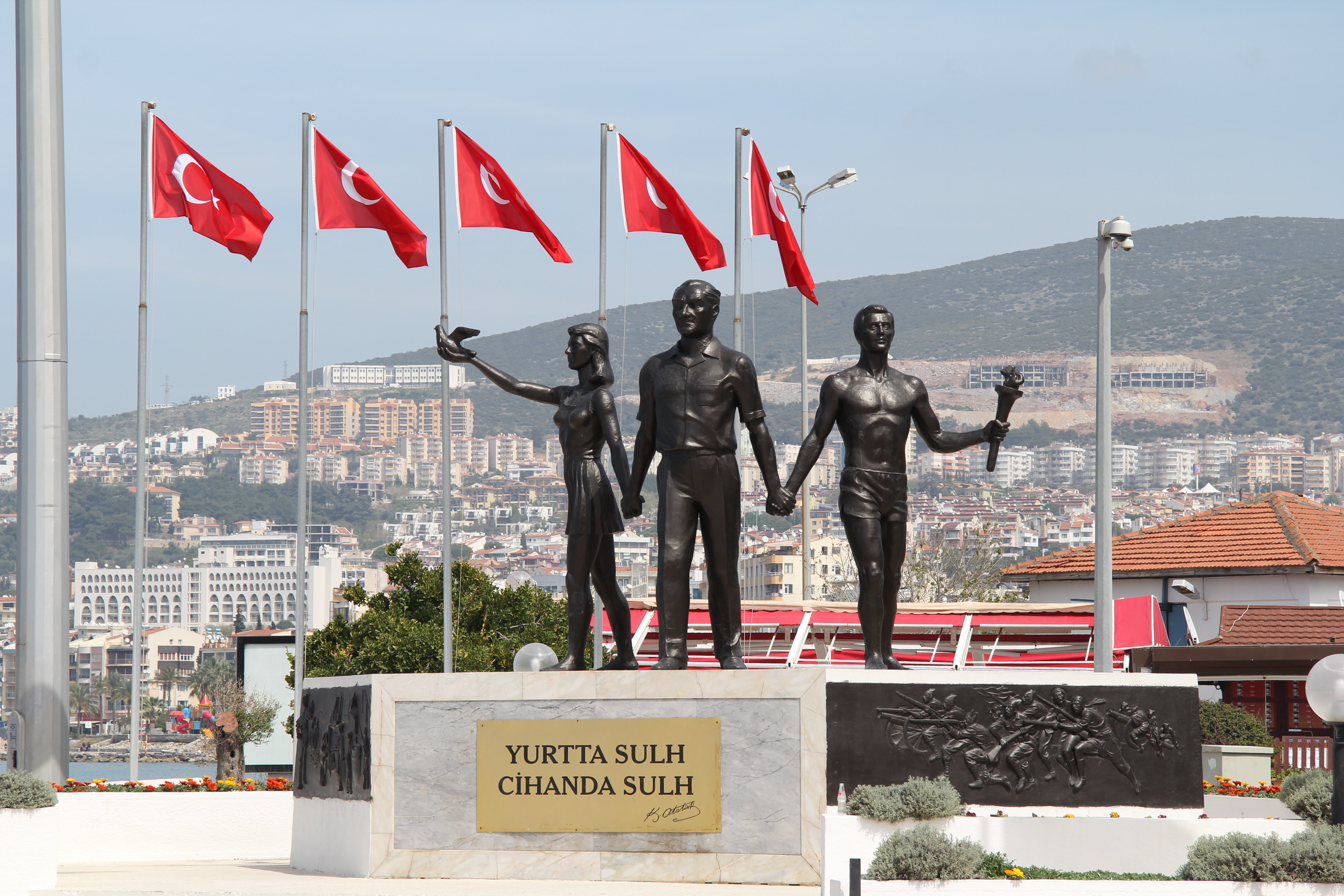
Denkmal für Mustafa Kemal Atatürk am Hafen von Kuşadası

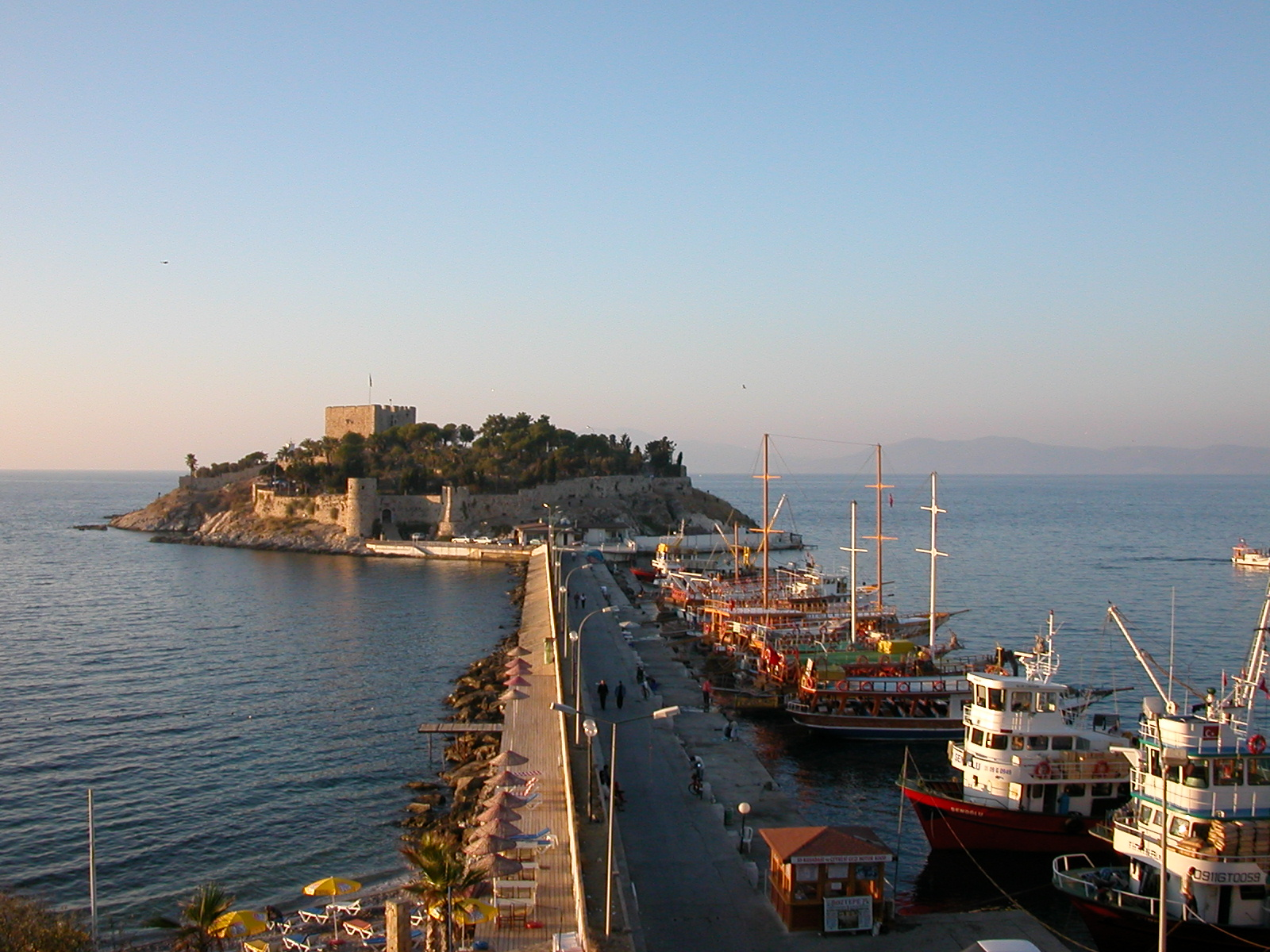
Die Tauben-Insel in Kuşadası

Kuşadası (türkisch für ‚Vogelinsel‘), vormals Ἔφεσος Νεόπολις („Neu-Ephesos“), Scala Nova und Scala Nuova („neuer Hafenort“), ist eine Stadt im gleichnamigen Landkreis der türkischen Provinz Aydın und gleichzeitig ein Stadtbezirk der 2012 geschaffenen Büyükşehir belediyesi Aydın (Großstadtgemeinde/Metropolprovinz). Sie liegt etwa 100 km südlich von Izmir an der Ägäisküste.
Seit einer Gebietsreform 2014 ist der Landkreis flächen- und einwohnerbezogen identisch mit der Kreisstadt, alle ehemaligen Dörfer und Gemeinden des Kreises wurden Mahalle (Stadtviertel) der Stadt.

## Geschichte
Die Geschichte reicht bis ins 3. Jahrtausend v. Chr. zurück.
In der Antike befand sich hier die Stadt Neapolis, die von Ephesos beherrscht wurde. In unmittelbarer Nähe von Neapolis lagen die Orte Marathesion und Phygale, das angeblich von kranken Soldaten des Agamemnon während des Trojanischen Krieges gegründet wurde.
Die Blütezeit des Ortes begann mit dem Niedergang von Ephesos in der Spätantike und dem frühen Mittelalter durch die zunehmende Verlandung des dortigen Hafens. Bis zum 15. Jahrhundert war die Stadt unter dem Namen Scala Nova ein Handelszentrum der Republik Venedig und der Republik Genua. 1413 eroberten die Osmanen unter Sultan Mehmed I. die Stadt, die fortan zum Osmanischen Reich gehörte.

## Gegenwart
Kuşadası ist heute ein beliebtes Reiseziel für einheimische und ausländische Touristen. Es besitzt neben einem großen Yachthafen auch einen Hafen für Kreuzfahrtschiffe.
Das Zentrum, in der Nähe des Hafens gelegen, ist eine autofreie Fußgängerzone. Rund um und in Kuşadası befinden sich etliche Strände mit feinem Sand.
Am 16. Juli 2005 wurde in Kuşadası ein Bombenanschlag auf einen Kleinbus verübt, bei dem 5 Menschen getötet und 13 weitere verletzt wurden. Eine kurdische Terrororganisation namens „Kurdische Freiheits-Falken“ (TAK) hatte sich zu der Tat bekannt.

## Tourismus
Direkt in der Stadt befindet sich kurz vor dem Yachthafen der City Beach, ein kleiner Badestrand mit Blick auf die Kreuzfahrtschiffe. 2 km vom Zentrum befindet sich der Ladies Beach. An der Promenade sind zahlreiche Restaurants und Cafés. Der 18 km lange Sandstrand Long Beach zwischen Kuşadası und Güzelcamlı ist flachabfallend und somit gefahrlos für den Badeurlaub mit Kindern.
Im Süden des Landkreises an der Straße nach Davutlar liegt das Oleatrium, ein privat betriebenes Museum für den Anbau, die Verarbeitung und die Nutzung von Oliven.
Weiter im Südosten findet man die Höhle des Zeus (türkisch: Zeus Mağarası). Die leicht zugängliche, mit unterirdischem Quellwasser gespeiste Höhle grenzt direkt an den Dilek-Yarımadası-Büyük-Menderes-Deltası-Nationalpark. Dieser wartet neben einer reichhaltigen Tier- und Pflanzenwelt mit schönen Badebuchten und einem Netz von Wanderwegen auf.

## Städtepartnerschaft
Kuşadası unterhält Städtepartnerschaften mit Batumi (Georgien), Bihać (Bosnien und Herzegowina), El Mina (Libanon), Florești und Sinaia (Rumänien), Gjorče Petrov (Skopje, Nordmazedonien), Tschornomorsk (Ukraine), Ladispoli (Italien), Marl (Nordrhein-Westfalen, Deutschland), Monterey (Kalifornien, USA), Prizren (Kosovo), Vathy (Samos, Griechenland), Visegrád (Ungarn).